# Trish Thuy Trang
Trish Thuy Trang es una cantante y compositora vietnamita, nacida el 15 de diciembre de 1981 en Saigón. Su música es un sonido ecléctico del género pop de Asia, mezcladas con música de estilo occidental. Ella escribe y produce la mayoría de su propia música y letra. Apareció en videos asiáticos de entretenimiento para la comunidad musical y además colabora con los países asiáticos de recepción y T Triple Producciones para las producciones de CD. Trish Thuy Trang es una de las cantantes vietnamitas primero en aparecer en iTunes, donde su cuarto Trish CD se puede descargar. Su 5 º álbum, titulado Shades of Blue, fue lanzado en abril de 2008.

## Discografía

### Álbumes
- "Don't Know Why" (1998)

1. Don't Know Why
2. My Destiny
3. One and One
4. Once Again (Duet With Le Tam)
5. You're My Life
6. Everyday (Rap By Le Tam)
7. Ichiban (All this Time)
8. That's Why (You Go Away) (Duet With Lam Nhat Tien)
9. Autumn Leaves
10. Day Dream

- "I'll Dream of You" (1999)

1. I'll Dream of You
2. Eternal Love
3. Big Big World
4. Every Little Thing
5. If U Wanna Be My Love
6. Together Again
7. I Can't Cry
8. I Love You Baby (Slow Version)
9. Naked & Sacred
10. Secret Place

- "Siren" (2002)

1. Does He Know
2. Siren
3. Paper Lantern Night
4. If Only You Knew
5. Crossing Over
6. Letter From The Moon
7. Only Time Will Tell
8. Sway *Dj Slim's Bumpin' Mix*
9. The Day You Went Away
10. Thuong Anh

- "Trish" (2005)

1. No Turning Back (Special Appearance By Justin Nguyen)
2. Up And Down
3. Lie To Me
4. Not My Day
5. Without A Trace
6. Middle of Nowhere
7. Like No Other
8. Too Little And Too Late
9. Such A Girl (Duet With Chrstine Thuy Huong)
10. In My Fantasy
11. Ever After
12. Up And Down (Vietnamese Remix)

- "Shades of Blue" (2008)

1. Ice Queen
2. Kimi Ga Suki
3. Shades of Blue
4. Goodbye To Yesterday (Featuring Chosen One)
5. Dieu Gi Do
6. More We Get Together
7. Lucky
8. Above And Beyond
9. You've Broken My Heart
10. Hollow
11. Co Be Doi Hon
12. Carousel (Duet With Thai Doanh Doanh)

- "Whispers" (2009)

1. Whispers
2. Happy Together
3. Cau Chuyen Gian Hon
4. What Will I Do
5. Give Me Time
6. Endless Tears
7. Vung Bien Vang
8. Twilight Dreams
9. Shooting Star
10. Mau Mu Anh Va Mau Ao Em (remix)
11. Reason To Smile
12. Goodbye

### Síngles
- "Secret Place"

1. Secret Place
2. I Love You Baby

- "Without A Trace"

1. Without A Trace (Dj Slim's Break of Dawn)
2. Stay A While (Dj Slim's Deep Tunnel Dub)
3. Without A Trace (Instrumental)
4. Stay A While (Instrumental)

### Compilaciones
- "The Best of Trish 1" (2001)

CD 1
1. I'll Dream of You
2. I've Never Thought
3. One & One
4. Season In The Sun
5. All This Time
6. Don't Know Why
7. Toi Nho Ten Anh
8. Once Again
9. I Love You Baby
10. Tinh Linh

CD 2
1. Eternal Love
2. Big Big World
3. Autumn Leaves
4. Chi La Giac Mo Qua
5. Day Dream
6. My Destiny
7. Rhythm of The Rain
8. Together Again
9. A Secret Place
10. The Year of The Dragon

- "The Best of Trish 2" (2004)

CD 1
1. Sukiyaki
2. Somewhere In Time
3. The Chase
4. Sway
5. My Turn To Cry
6. Faith In Ecstasy
7. Does He Know
8. Lonely Night
9. The Day You Went Away

CD 2
1. Seal It Forever
2. Someway
3. Deep In My Heart
4. Crossing Over
5. If You Only Knew
6. Only Time Will Tell
7. Siren
8. Stay A While
9. Xuan Hop Mat

### Colaboraciones
- "Waiting For You" (2003)

1. Waiting For You
2. Lie To Me (By Jacqueline Thuy Tram)
3. Seal It Forever (By Da Nhat Yen And Trish Thuy Trang)
4. Stay A While (By Trish Thuy Trang)
5. Faith (By Jacqueline Thuy Tram)
6. You'll Be Sorry
7. Giot Sau Trong Mua (By Jacqueline Thuy Tram And Trish Thuy Trang)
8. Adult Ceremony (By Da Nhat Yen)
9. Lovely (By Jacqueline Thuy Tram And Trish Thuy Trang)
10. The Chase (By Cardin, From Asia 4 And Trish Thuy Trang)

- "Merry Christmas" (2006) (collaboration album with Asia 4)

### DVD
- The Best of Trish - All My Favorite Songs (Video and Karaoke)

1. I've Never Thought
2. Paper Lantern Night
3. I'll Dream of You
4. Season In The Sun
5. All This Time
6. Don't Know Why
7. Toi Nho Ten Anh
8. Once Again
9. I Love You Baby
10. Tinh Linh

- Trish DVD Video: 2 Hours Special

1. A Day With TRISH
2. Faith in Ecstasy
3. Crossing Over
4. Deep in My Heart
5. Stay A While
6. Seal It Forever
7. Sukiyaki
8. Some Way
9. Siren
10. If You Only Knew

- Trish MTV DVD - Ever After

1. Lovely
2. No Turning Back (Featuring Justin)
3. Letter From The Moon
4. Without A Trace
5. Up And Down
6. Beyond The Sea
7. Lie To Me Cameo By Evan
8. In My Fantasy
9. Like No Other
10. Middle Of Nowhere
11. Such A Girl (Duet With Christine Thuy Huong)
12. May Lang Thang (Duet With Kieu Nga)
13. Thuong Anh (Featuring Spencer)
14. Joe Le Taxi
15. Too Little Too Late
16. Tinh Thu Cua Linh
17. Ever After
18. Trish Medley (Featuring Chosen; Paper Lantern Night, Big Big World, Day Dream, Without A Trace , Don’t Know Why, I’ll Dream Of You)
19. Trish’s Crib
20. Not My Day
21. Bloopers And Outtakes

- Asia 16 - One And One
- Asia 17 - Once Again
- Asia 18 - Beautiful Sunday & Seasons In The Sun
- Asia 19 - Don’t Know Why
- Asia 20 - Autumn Leaves
- Asia 21 - Tình Lính
- Asia 22 - Day Dream
- Asia 23 - Chỉ Là Giấc Mơ
- Asia 24 - Secret Place & Techno Remix Medley
- Asia 25 - I Love You Baby
- Asia 26 - Rhythm Of The Rain
- Asia 27 - The Year Of The Dragon
- Asia 28 - Eternal Love
- Asia 29 - Tôi Nhớ Tên Anh
- Asia 30 - I’ll Dream Of You & Never On Sunday
- Asia 31 - Together Again & Khúc Nhạc Vui
- Asia 32 - Siren
- Asia 33 - Paper Lantern Night
- Asia 34 - Only Time Will Tell
- Asia 35 - Does He Know
- Asia 36 - Thương Anh
- Asia 37 - Crossing Over
- Asia 38 - My Destiny
- Asia 39 - Khúc Nhạc Mừng Xuân & Xuân Họp Mặt
- Asia 40 - Stay A While
- Asia 41 - The Chase (featuring Cardin)
- Asia 42 - Sukiyaki
- Asia 43 - No Turning Back (featuring Justin Nguyen)
- Asia 44 - Without A Trace
- Asia 45 - Beyond The Sea
- Asia 46 - Middle Of No Where
- Asia 47 - In My Fantasy
- Asia 48 - Mây Lang Thang (featuring Kieu Nga)
- Asia 49 - Joe Le Taxi
- Asia 50 - Tình Thư Của Lính (featuring Asia 4)
- Asia 51 - Trish Medley
- Asia 52 - Anh Cứ Hẹn
- Asia 53 - Above And Beyond
- Asia 54 - Điều Gì Đó
- Asia 55 - This is the Time (featuring Evan)
- Asia 56 - Kimigasuki
- Asia 57 - Ice Queen
- Asia 58 - Tell Me Why (duet with Doanh Doanh & Cardin)
- Asia 59 - L/K Elsa: Quelque Chose Dans Mon Cœur & Être Ensemble
- Asia 60 - Sẽ Có Mốt Ngày (featuring Doanh Doanh)
- Asia 61 - Màu Mũ Anh, Màu Áo Em (featuring Spencer)
- Asia 62 - Tình Là Sợi Tơ (featuring Đoàn Phi)
- Asia 63 - Medley: I Love Her, Happy Together (featuring Mai Thanh Son)
- Asia 64 - Vung Bien Vang